# Бернат, Хуан
Хуа́н Берна́т Вела́ско (исп. Juan Bernat Velasco; род. 1 марта 1993, Кульера, Валенсия) — испанский футболист, защитник испанского клуба «Хетафе».

## Биография
Родился в пригороде Валенсии, в 2000 году поступил в академию одноименного футбольного клуба. Более 10 лет обучался футбольному искусству в стане «летучих мышей», пока летом 2010 года не получил приглашение в первую команду. Хуан засветился в нескольких встречах на предсезонных сборах, а затем был переведён в основной состав. Несмотря на обещания тренеров Бернат так и не успел дебютировать в основе «Валенсии» и сезон доигрывал в резерве.

## Клубная карьера
Следующее межсезонье также принимал участие в предсезонных играх основного состава. Удачная игра молодого полузащитника обратила на себя внимание тренерского штаба, после ухода сразу двух — Хуана Маты и Висенте — кандидатов на место основного левого полузащитника, нуждавшегося в достойной замене. 27 августа 2011 года Хуан Бернат провёл свой первый официальный матч за «Валенсию», в стартовом матче чемпионата Испании против «Расинга» (4:3), выйдя в основном составе. В сезоне 2011/12 изредка попадал в основу «Валенсии», однако прогресс Берната был на лицо. Испанец переквалифицировался из полузащитника в типичного защитника и вскоре застолбил за собой левую бровку обороны валенсийской команды. Во второй половине чемпионата окончательно был переведен в основу «Валенсии». 26 января 2012 года Бернат впервые провёл полный матч за «Валенсию» в кубке Испании против «Леванте». Матч закончился со счётом 3:0 в пользу Валенсии, Хуан в этом матче отметился голевой передачей. В этом сезоне Хуан забил 8 голов за резерв, а в основе отметился одним голевым пасом в матче предпоследнего тура против «Бетиса».
В сезоне 2012/13 продолжал выходить преимущественно на замены, не сыграв ни один полноценный матч. 28 января 2013 Хуан забил свой первый гол за основную команду, поразив ворота «Льягостера» в рамках Кубка Испании. После очередной распродажи, устроенной «Валенсией» летом 2013 года, получил реальный шанс заиграть за первую команду.

### «Бавария»
Летом 2014 года перешёл в мюнхенскую «Баварию» прежде всего на случай травм, дисквалификаций или игровых проблем ведущего левого защитника Давида Алабы, но неожиданно для себя начал сезон в качестве игрока основы, стартовав в Бундеслиге в матче против «Вольфсбурга». С этого времени почти всегда выходит в стартовом составе на месте левого защитника. Первый официальный гол забил во втором круге Бундеслиги в матче против «Вольфсбурга» 30 января 2015 года. В этом матче мюнхенцы проиграли волкам со счётом 4:1.
31 августа 2018 года игрок перешёл в французский клуб «Пари Сен-Жермен». В своём первом же сезоне испанский фулбек выиграл чемпионат и Суперкубок Франции.

### «Вильярреал»
Бернат был арендован «Вильярреалом» из высшего дивизиона Испании у «Пари Сен-Жермен» 30 августа 2024 года.

## Карьера в сборной
В составе юношеской (до 17 лет) сборной Испании Хуан Бернат стал серебряным призёром чемпионата Европы (вместе со своим одноклубником Пако Алькасером).

## Достижения
«Бавария»
- Чемпион Германии (4): 2014/15, 2015/16, 2016/17, 2017/18
- Обладатель Кубка Германии: 2015/16
- Обладатель Суперкубка Германии (2): 2017/18, 2018/2019

«Пари Сен-Жермен»
- Чемпион Франции (4): 2018/19, 2019/20, 2021/22, 2022/23
- Обладатель Суперкубка Франции (2): 2019, 2022

Сборная Испании
- Чемпион юношеского чемпионата Европы (до 19 лет): 2012
- Серебряный призёр юношеского чемпионата Европы (до 17 лет): 2010

## Статистика
| Выступление      | Выступление      | Выступление      | Лига | Лига | Кубок страны | Кубок страны | Еврокубки | Еврокубки | Остальные | Остальные | Итого | Итого |
| Клуб             | Лига             | Сезон            | Игры | Голы | Игры         | Голы         | Игры      | Голы      | Игры      | Голы      | Игры  | Голы  |
| ---------------- | ---------------- | ---------------- | ---- | ---- | ------------ | ------------ | --------- | --------- | --------- | --------- | ----- | ----- |
| Валенсия         | Примера          | 2011/12          | 7    | 0    | 1            | 0            | 2         | 0         | 0         | 0         | 10    | 0     |
| Валенсия         | Примера          | 2012/13          | 12   | 0    | 3            | 1            | 0         | 0         | 0         | 0         | 15    | 1     |
| Валенсия         | Примера          | 2013/14          | 32   | 1    | 4            | 0            | 13        | 1         | 0         | 0         | 49    | 2     |
| Валенсия         | Итого            | Итого            | 51   | 1    | 8            | 1            | 15        | 1         | 0         | 0         | 74    | 3     |
| Бавария          | Бундеслига       | 2014/15          | 31   | 1    | 5            | 0            | 12        | 0         | 0         | 0         | 48    | 1     |
| Бавария          | Бундеслига       | 2015/16          | 16   | 0    | 3            | 0            | 8         | 0         | 0         | 0         | 27    | 0     |
| Бавария          | Бундеслига       | 2016/17          | 18   | 2    | 3            | 0            | 4         | 2         | 0         | 0         | 25    | 4     |
| Бавария          | Бундеслига       | 2017/18          | 2    | 0    | 0            | 0            | 0         | 0         | 0         | 0         | 2     | 0     |
| Бавария          | Итого            | Итого            | 67   | 3    | 11           | 0            | 24        | 2         | 0         | 0         | 102   | 5     |
| Всего за карьеру | Всего за карьеру | Всего за карьеру | 118  | 4    | 19           | 1            | 39        | 3         | 0         | 0         | 176   | 8     |